# 89
El año 89 (LXXXIX) fue un año común comenzado en jueves del calendario juliano, en vigor en aquella fecha.
En el Imperio romano, era conocido como el Año del consulado de Tito Aurelio Fulvo y Marco Asinio Atratino (o menos frecuentemente, año 842 Ab urbe condita). La denominación 89 para este año ha sido usado desde principios del período medieval, cuando el Anno Domini se convirtió en el método prevalente en Europa para nombrar a los años.

## Acontecimientos

### Europa
- La Legio XIII Gemina se transfiere a Dacia para ayudar en la guerra contra Decébalo.
- Fundación de Aquincum (antigua Budapest, Óbuda).
- Clemente sucede a Anacleto como papa.